# Büro für Taiwan-Angelegenheiten
Das Büro für Taiwan-Angelegenheiten beim chinesischen Staatsrat (chinesisch 國務院台灣事務辦公室 / 国务院台湾事务办公室, Pinyin Guówùyuàn Táiwān Shìwù Bàngōngshì, engl. Taiwan Affairs Office of the State Council) ist ein beim Staatsrat der Volksrepublik China angesiedeltes Büro. Es ist verantwortlich für die Umsetzung der von der Kommunistischen Partei Chinas und dem Staatsrat festgelegten Politik gegenüber der Republik China auf Taiwan.    
Das Gegenstück auf Seiten der Republik China ist der Rat für Festlandangelegenheiten. 